# Raphaël Guerreiro
Raphaël Adelino José Guerreiro ComM (Le Blanc-Mesnil, 22 de dezembro de 1993), é um futebolista franco-português que atua como lateral-esquerdo e meia. Atualmente, joga no Bayern de Munique. 

## Clubes
Começou no Caen, onde se estreou profissionalmente. Em junho de 2013, foi contratado pelo Lorient por quatro temporadas.

### Borussia Dortmund
Em 16 de junho de 2016, foi contratado pelo Borussia Dortmund por quatro temporadas.
Bayern
Em 7 de junho de 2023, Raphaël Guerrero assinou uma transferência gratuita para o Bayern válido até junho de 2026.

## Seleção Portuguesa
Recebeu com surpresa a sua convocação para a Seleção Portuguesa de Futebol Sub-21, em março de 2013.
Estreou pela Seleção Portuguesa principal, em 14 de novembro de 2014, contra a Arménia, em partida válida pelas Qualificações para o Campeonato Europeu de 2016.
Foi um dos 23 convocados para participar no Euro 2016 pela seleção nacional portuguesa, a qual venceu o campeonato. Em consequência, a 10 de julho de 2016 foi feito Comendador da Ordem do Mérito. Fez parte do melhor 11 do torneio, escolhido por técnicos da UEFA.

## Títulos
Borussia Dortmund
- Copa da Alemanha: 2016–17, 2020–21[9]
- Supercopa da Alemanha: 2019

Bayern de Munique
- Bundesliga: 2024–25[10]
- Supercopa da Alemanha: 2025[11]

Seleção Portuguesa
- Campeonato Europeu: 2016
- Liga das Nações da UEFA: 2018–19

### Prêmios individuais
- Equipe do torneio do Campeonato Europeu Sub-21 de 2015[12]
- Equipe do torneio da Eurocopa 2016
- 74º melhor jogador do ano de 2016 (The Guardian)[13]
- 83º melhor jogador do ano de 2016 (Marca)[14]
- Seleção das revelações da UEFA Champions League em 2016[15]